# Nuclear Guru Single
Nuclear Guru – 10-calowe wydawnictwo Orange Goblin, singel typu split, nagrany z Electric Wizard.

## Lista utworów
1. Nulclear Guru – wersja odmienna niż albumowa
2. Hand Of Doom – przeróbka utworu Black Sabbath

## Wykonawcy
- Joe Horae – gitara
- Pete O'Malley - gitara
- Martyn Millard - gitara basowa
- Chris Turner - perkusja
- Ben Ward – wokal